# Deutsche Badmintonmeisterschaft 2011
Die Deutsche Badmintonmeisterschaft 2011 fand vom 3. bis zum 6. Februar 2011 in Bielefeld statt. Es war die 59. Auflage der Titelkämpfe.

## Medaillengewinner
| Disziplin    | Gold                                                                   | Silber                                                                 | Bronze                                                              |
| ------------ | ---------------------------------------------------------------------- | ---------------------------------------------------------------------- | ------------------------------------------------------------------- |
| Herreneinzel | Marc Zwiebler (1. BC Beuel)                                            | Lukas Schmidt (PTSV Rosenheim)                                         | Dieter Domke (1. BC Bischmisheim)                                   |
| Herreneinzel | Marc Zwiebler (1. BC Beuel)                                            | Lukas Schmidt (PTSV Rosenheim)                                         | Marcel Reuter (1. BC Bischmisheim)                                  |
| Dameneinzel  | Juliane Schenk (SG EBT Berlin)                                         | Karin Schnaase (SC Union 08 Lüdinghausen)                              | Fabienne Deprez (FC Langenfeld)                                     |
| Dameneinzel  | Juliane Schenk (SG EBT Berlin)                                         | Karin Schnaase (SC Union 08 Lüdinghausen)                              | Carola Bott (BV Gifhorn)                                            |
| Herrendoppel | Ingo Kindervater (1. BC Beuel) Johannes Schöttler (1. BC Bischmisheim) | Michael Fuchs (1. BC Bischmisheim) Oliver Roth (PTSV Rosenheim)        | Peter Käsbauer (PTSV Rosenheim) Hannes Käsbauer (PTSV Rosenheim)    |
| Herrendoppel | Ingo Kindervater (1. BC Beuel) Johannes Schöttler (1. BC Bischmisheim) | Michael Fuchs (1. BC Bischmisheim) Oliver Roth (PTSV Rosenheim)        | Maurice Niesner (BV Gifhorn) Till Zander (VfL 93 Hamburg)           |
| Damendoppel  | Birgit Michels (1. BC Beuel) Sandra Marinello (1. BC Düren)            | Kim Buss (TV Refrath) Claudia Vogelgsang (BC Viernheim)                | Astrid Hoffmann (BV Gifhorn) Inken Wienefeld (VfL 93 Hamburg)       |
| Damendoppel  | Birgit Michels (1. BC Beuel) Sandra Marinello (1. BC Düren)            | Kim Buss (TV Refrath) Claudia Vogelgsang (BC Viernheim)                | Johanna Goliszewski (1. BV Mülheim) Carla Nelte (TV Refrath)        |
| Mixed        | Michael Fuchs (1. BC Bischmisheim) Birgit Michels (1. BC Beuel)        | Johannes Schöttler (1. BC Bischmisheim) Sandra Marinello (1. BC Düren) | Ingo Kindervater (1. BC Beuel) Juliane Schenk (SG EBT Berlin)       |
| Mixed        | Michael Fuchs (1. BC Bischmisheim) Birgit Michels (1. BC Beuel)        | Johannes Schöttler (1. BC Bischmisheim) Sandra Marinello (1. BC Düren) | Peter Käsbauer (PTSV Rosenheim) Johanna Goliszewski (1. BV Mülheim) |

## Herreneinzel

### 1. Runde
- Hannes Käsbauer – René Rother: 23-21 21-11
- Lars Rieger – Nils Rotter: 21-10 13-21 21-13
- Sebastian Rduch – Robert Georg: 21-14 21-13
- Jan Helmchen – Julien Gupta: 16-21 21-18 21-16
- Fabian Hammes – Jann-Philipp Zocher: 21-12 21-11
- Raphael Beck – Timo Teulings: 14-21 21-10 21-13
- Andreas Kämmer – Max Schwenger: 18-21 21-15 21-11
- Justus Schmitz – Jens Ehlert: 21-18 23-21
- Richard Domke – Patrick Roth: 21-9 21-12
- Sebastian Schöttler – Jonas Benz-Baldas: 21-11 21-11
- Fabian Scherpen – Philipp Euschen: 21-9 21-16
- Mathieu Pohl – Marc Flato: 21-3 21-9
- Michael Kleibert – Thomas Nirschl: 15-21 21-17 21-19
- Patrick Kämnitz – Peter Lang: 21-10 12-21 21-17
- Kai Waldenberger – Patrick Beier: 21-11 9-21 21-18
- Saruul Shafiq – Thomas Legleitner: 21-13 21-16
- Lukas Schmidt – Gregory Schneider: 19-21 21-7 21-14
- Lucas Bednorsch – Steffen Peterskovsky: 21-18 21-19
- Stephan Löll – Jan Collin Strehse: 23-21 21-13
- Bernd Mockenhaupt – David Washausen: 18-21 21-19 21-17
- Sven Eric Kastens – Marcus Decher: 21-14 21-16
- Kai Schäfer – Jens Lamsfuß: 21-8 21-17
- Nikolaj Persson – Philipp Wachenfeld: 21-14 21-14
- Konrad Schade – Leonard Heim: 21-10 21-19
- Sebastian Strödke – Till Felsner: 21-18 21-13
- Benjamin Wanhoff – Robert Franke: 21-14 19-21 21-18
- Christian Bald – Jan Borsutzki: 21-19 21-19

### 2. Runde
- Sebastian Rduch – Jan Helmchen: 20-22 21-9 21-8
- Fabian Hammes – Raphael Beck: 21-12 21-14
- Hannes Käsbauer – Lars Rieger: 21-11 21-10
- Dieter Domke – Andreas Kämmer: 21-15 21-5
- Richard Domke – Justus Schmitz: 21-19 21-15
- Sebastian Schöttler – Fabian Scherpen: 21-18 21-11
- Patrick Kämnitz – Kai Waldenberger: 21-13 21-16
- Lukas Schmidt – Saruul Shafiq: 21-5 21-10
- Marc Zwiebler – Daniel Benz: 21-13 21-16
- Mathieu Pohl – Michael Kleibert: 21-15 21-15
- Lucas Bednorsch – Stephan Löll: 22-20 21-19
- Sven Eric Kastens – Bernd Mockenhaupt: 21-9 21-11
- Kai Schäfer – Nikolaj Persson: 21-4 13-21 21-17
- Alexander Roovers – Konrad Schade: 21-6 21-13
- Sebastian Strödke – Benjamin Wanhoff: 21-18 21-17
- Marcel Reuter – Christian Bald: 21-14 21-10

### Achtelfinale
- Marc Zwiebler – Hannes Käsbauer: 21-11 21-18
- Fabian Hammes – Sebastian Rduch: 21-14 21-12
- Dieter Domke – Richard Domke: 21-12 18-21 21-10
- Mathieu Pohl – Sebastian Schöttler: 21-14 21-19
- Lukas Schmidt – Patrick Kämnitz: 21-9 21-10
- Sven Eric Kastens – Lucas Bednorsch: 21-16 21-13
- Alexander Roovers – Kai Schäfer: 21-15 21-13
- Marcel Reuter – Sebastian Strödke: 21-14 21-17

### Viertelfinale
- Marc Zwiebler – Fabian Hammes: 21-13 21-16
- Dieter Domke – Mathieu Pohl: 21-13 21-4
- Lukas Schmidt – Sven Eric Kastens: 21-8 18-21 21-8
- Marcel Reuter – Alexander Roovers: 21-16 21-16

### Halbfinale
- Marc Zwiebler – Dieter Domke: 21-10 21-19
- Lukas Schmidt – Marcel Reuter: 16-21 21-13 21-14

### Finale
- Marc Zwiebler – Lukas Schmidt: 21-18 21-12

## Dameneinzel

### 1. Runde
- Vjollce Bunjaku – Sarah Lamsfuß: 21-10 21-19
- Kim Buss – Sonja Schlösser: 21-8 21-13
- Fabienne Köhler – Luise Heim: 23-21 24-22
- Jana Bühl – Sandra Emrich: 21-12 20-22 21-11
- Nicole Bartsch – Vanessa Poyatos: 21-5 21-12
- Neele Voigt – Kira Kattenbeck: 21-14 21-14
- Judith Bienen – Blerina Bunjaku: 19-21 21-17 21-15
- Annika Horbach – Franziska Ottrembka: 21-14 21-11
- Eva Damm – Barbara Bellenberg: 21-8 21-17
- Verena Venhaus – Mirella Engelhardt: 21-17 21-14
- Amelie Oliwa – Diana Lamsfuß: 21-5 21-18
- Miriam Mroß – Kaja Bahro: 21-13 10-21 21-14
- Juliane Peters – Nadine Ehlenbröker: 21-19 21-10
- Eva Kohlhaas – Silke Becker: 21-15 21-14
- Franziska Volkmann – Nicole Hörsting: 21-13 21-9
- Anika Dörr – Christina Kunzmann: 16-21 21-5 21-12
- Linda Näfe – Heike Vogt: 21-15 21-16

### 2. Runde
- Juliane Schenk – Vjollce Bunjaku: 21-3 21-8
- Kim Buss – Fabienne Köhler: 21-10 21-15
- Claudia Vogelgsang – Linda Klasen: 21-13 21-17
- Jana Bühl – Stephanie Noteboom: 21-16 21-12
- Fabienne Deprez – Nicole Bartsch: 21-10 21-13
- Neele Voigt – Judith Bienen: 21-16 21-11
- Mona Reich – Annika Horbach: 21-13 21-15
- Astrid Hoffmann – Eva Damm: 18-21 21-16 21-13
- Ramona Hacks – Verena Venhaus: 21-14 21-18
- Stefanie Struschka – Amelie Oliwa: 21-6 21-5
- Miriam Mroß – Birgit Schlie: 21-3 21-16
- Carola Bott – Shpresa Bunjaku: 21-6 21-5
- Laura Wich – Juliane Peters: 21-10 21-10
- Monja Bölter – Eva Kohlhaas: 21-8 21-14
- Anika Dörr – Franziska Volkmann: 21-7 27-25
- Karin Schnaase – Linda Näfe: 21-4 21-4

### Achtelfinale
- Claudia Vogelgsang – Jana Bühl: 21-5 21-8
- Fabienne Deprez – Neele Voigt: 21-18 21-18
- Stefanie Struschka – Ramona Hacks: 20-22 21-15 21-14
- Carola Bott – Miriam Mroß: 21-10 21-15
- Monja Bölter – Laura Wich: 21-3 21-8
- Juliane Schenk – Kim Buss: 21-11 21-5
- Mona Reich – Astrid Hoffmann: 21-16 21-15
- Karin Schnaase – Anika Dörr: 21-16 21-9

### Viertelfinale
- Carola Bott – Stefanie Struschka: 21-7 21-7
- Juliane Schenk – Claudia Vogelgsang: 21-13 21-13
- Fabienne Deprez – Mona Reich: 21-5 21-15
- Karin Schnaase – Monja Bölter: 21-19 21-13

### Halbfinale
- Juliane Schenk – Fabienne Deprez: 21-10 21-8
- Karin Schnaase – Carola Bott: 16-21 21-19 21-18

### Finale
- Juliane Schenk – Karin Schnaase: 21-10 21-6

## Herrendoppel

### 1. Runde
- Jan Borsutzki / Dennis Spengler – Dennis Lam / Konrad Schade: 21-18 21-18
- Lucas Bednorsch / Sebastian Strödke – Jens Lamsfuß / Fabian Stoppel: 18-21 21-8 21-12
- Fabian Holzer / Max Schwenger – Finn Torben Glomp / Lin-Yu Oei: 21-17 21-10
- Matthias Bilo / Christian Böhmer – Mario Herb / Patrick Roth: 20-22 21-9 21-14
- Nico Coldewe / Jan Collin Strehse – Nils Rotter / Kai Schäfer: 21-18 11-21 21-14
- Hannes Roffmann / Timo Teulings – André Bertko / Frank Heuwing: 21-16 15-21 21-19
- Christian Bald / Niclas Lohau – Daniel Böse / Björn Hagemeister: 21-11 21-15
- Karsten Lehmann / Bastian Zimmermann – Jonas Benz-Baldas / Konstantin Kron: 21-12 19-21 21-11
- Timo Courage / Jan Helmchen – Mark Lamsfuß / Johannes Szilagyi: 11-21 21-11 25-23
- Peter Lang / Thomas Legleitner – Robert Franke / Andreas Kämmer: 21-14 16-21 21-13
- Saruul Shafiq / Mirco Steckel – Abbas Abdulrahman / Falko Bittner: 21-16 22-24 21-15

### 2. Runde
- Ingo Kindervater / Johannes Schöttler – Jan Borsutzki / Dennis Spengler: 21-9 21-12
- Lucas Bednorsch / Sebastian Strödke – Tim Dettmann / Andreas Heinz: 21-15 21-19
- Fabian Holzer / Max Schwenger – Till Felsner / Leonard Heim: 21-15 21-11
- Hannes Käsbauer / Peter Käsbauer – Matthias Bilo / Christian Böhmer: 21-4 21-13
- Jens Ehlert / Henning Zanssen – Timm Griesbach / Alexander Zimmermann: 21-5 21-9
- Dieter Domke / Marc Zwiebler – Nico Coldewe / Jan Collin Strehse: 21-13 21-14
- Stephan Löll / David Washausen – Marc Flato / Jonas Förtsch: 21-13 21-16
- Hannes Roffmann / Timo Teulings – Robert Georg / Patrick Krämer: 21-15 21-12
- Thorsten Hukriede / Philipp Wachenfeld – Karsten Lehmann / Bastian Zimmermann: 21-15 20-22 21-13
- Patrick Beier / Julien Gupta – Christopher Fix / Steffen Peterskovsky: 17-21 21-11 21-15
- Maurice Niesner / Till Zander – Timo Courage / Jan Helmchen: 21-10 19-21 21-7
- Peter Lang / Thomas Legleitner – Raphael Beck / Fabian Scherpen: 21-15 21-16
- Justus Schmitz / Gregory Schneider – Denis Nyenhuis / Felix Schoppmann: 12-21 21-18 21-16
- Thomas Nirschl / Tobias Wadenka – Dominic Becker / Nicola Heinz: Walkover
- Michael Fuchs / Oliver Roth – Saruul Shafiq / Mirco Steckel: 21-11 21-17

### Achtelfinale
- Ingo Kindervater / Johannes Schöttler – Christian Bald / Niclas Lohau: 21-8 21-17
- Fabian Holzer / Max Schwenger – Lucas Bednorsch / Sebastian Strödke: 25-23 22-20
- Hannes Käsbauer / Peter Käsbauer – Jens Ehlert / Henning Zanssen: 21-11 14-21 21-12
- Dieter Domke / Marc Zwiebler – Stephan Löll / David Washausen: 21-18 21-12
- Thorsten Hukriede / Philipp Wachenfeld – Hannes Roffmann / Timo Teulings: 21-13 21-16
- Maurice Niesner / Till Zander – Patrick Beier / Julien Gupta: 19-21 21-14 21-14
- Justus Schmitz / Gregory Schneider – Peter Lang / Thomas Legleitner: 21-16 16-21 21-6
- Michael Fuchs / Oliver Roth – Thomas Nirschl / Tobias Wadenka: 21-9 21-15

### Viertelfinale
- Ingo Kindervater / Johannes Schöttler – Fabian Holzer / Max Schwenger: 21-8 21-15
- Hannes Käsbauer / Peter Käsbauer – Dieter Domke / Marc Zwiebler: 22-20 21-19
- Maurice Niesner / Till Zander – Thorsten Hukriede / Philipp Wachenfeld: 21-8 21-7
- Michael Fuchs / Oliver Roth – Justus Schmitz / Gregory Schneider: 21-14 23-21

### Halbfinale
- Ingo Kindervater / Johannes Schöttler – Hannes Käsbauer / Peter Käsbauer: 21-6 19-21 21-19
- Michael Fuchs / Oliver Roth – Maurice Niesner / Till Zander: 21-11 26-24

### Finale
- Ingo Kindervater / Johannes Schöttler – Michael Fuchs / Oliver Roth: 21-8 24-22

## Damendoppel

### 1. Runde
- Barbara Bellenberg / Christina Kunzmann – Blerina Bunjaku / Shpresa Bunjaku: 21-13 21-10
- Anja Buchert / Franziska Ottrembka – Angela Giebmanns / Nicole Hörsting: 21-18 21-18
- Astrid Hoffmann / Inken Wienefeld – Diana Heinen / Stephanie Noteboom: 21-5 21-11
- Jana Bühl / Bianca Pils – Stefanie Menne / Katharina Otto: 21-13 21-9
- Gitte Köhler / Karen Neumann – Nicole Bartsch / Birgit Schlie: 21-7 21-8
- Jacqueline Mazurek / Kira Weddemar – Lisa Hankammer / Eva Kohlhaas: 13-21 27-25 21-14
- Nadine Ehlenbröker / Annika Horbach – Vjollce Bunjaku / Luise Heim: 21-9 21-18
- Sonja Schlösser / Laura Wich – Kaja Bahro / Vanessa Poyatos: 14-21 23-21 21-19

### 2. Runde
- Sandra Marinello / Birgit Michels – Barbara Bellenberg / Christina Kunzmann: 21-9 21-5
- Katrin Bel / Tessa Koschig – Kathrin Brincker / Svenja Kopplin: 21-14 21-18
- Carola Bott / Karin Schnaase – Anja Buchert / Franziska Ottrembka: 21-7 21-17
- Andrea Bart / Miriam Mroß – Mirella Engelhardt / Sandra Grätz: 11-21 21-15 21-18
- Astrid Hoffmann / Inken Wienefeld – Mona Reich / Stefanie Struschka: 21-16 21-17
- Anika Dörr / Franziska Volkmann – Sabrina Sobek / Elisa Spreemann: 21-15 21-18
- Lena Bonnie / Kira Kattenbeck – Nicole Nonn / Ina Vermaßen: 14-21 21-15 21-8
- Monja Bölter / Anne-Christin Reiter – Jacqueline Mazurek / Kira Weddemar: 21-7 21-12
- Ramona Hacks / Nina Krebs – Sandra Emrich / Juliane Peters: Walkover
- Kim Buss / Claudia Vogelgsang – Meike Behrens / Linda Näfe: 21-7 21-16
- Linda Klasen / Nadine Kuhnert – Katharina Altenbeck / Laura Riffelmann: 14-21 21-18 21-16
- Laura Ufermann / Neele Voigt – Nadine Ehlenbröker / Annika Horbach: 21-8 21-8
- Amelie Oliwa / Kerstin Wagner – Fabienne Köhler / Hanna Kölling: 21-17 21-19
- Johanna Goliszewski / Carla Nelte – Sonja Schlösser / Laura Wich: 21-9 21-8

### Achtelfinale
- Sandra Marinello / Birgit Michels – Jana Bühl / Bianca Pils: 21-16 21-12
- Gitte Köhler / Karen Neumann – Katrin Bel / Tessa Koschig: 21-14 21-19
- Carola Bott / Karin Schnaase – Andrea Bart / Miriam Mroß: 21-16 21-13
- Astrid Hoffmann / Inken Wienefeld – Anika Dörr / Franziska Volkmann: 21-13 18-21 21-17
- Monja Bölter / Anne-Christin Reiter – Lena Bonnie / Kira Kattenbeck: 21-13 21-10
- Kim Buss / Claudia Vogelgsang – Ramona Hacks / Nina Krebs: 21-7 21-5
- Laura Ufermann / Neele Voigt – Linda Klasen / Nadine Kuhnert: 21-11 21-17
- Johanna Goliszewski / Carla Nelte – Amelie Oliwa / Kerstin Wagner: 21-9 21-11

### Viertelfinale
- Sandra Marinello / Birgit Michels – Gitte Köhler / Karen Neumann: 21-14 21-9
- Astrid Hoffmann / Inken Wienefeld – Carola Bott / Karin Schnaase: 21-18 21-19
- Kim Buss / Claudia Vogelgsang – Monja Bölter / Anne-Christin Reiter: 21-16 21-12
- Johanna Goliszewski / Carla Nelte – Laura Ufermann / Neele Voigt: 21-18 21-12

### Halbfinale
- Sandra Marinello / Birgit Michels – Astrid Hoffmann / Inken Wienefeld: 21-11 21-15
- Kim Buss / Claudia Vogelgsang – Johanna Goliszewski / Carla Nelte: 21-13 21-19

### Finale
- Sandra Marinello / Birgit Michels – Kim Buss / Claudia Vogelgsang: 21-15 21-15

## Mixed

### 1. Runde
- Raphael Beck / Kira Kattenbeck – Mirco Steckel / Sandra Grätz: 21-16 21-15
- Fabian Stoppel / Laura Riffelmann – Konstantin Kron / Sonja Schlösser: 21-14 21-12
- Steffen Peterskovsky / Katrin Bel – Jens Lamsfuß / Sarah Lamsfuß: 21-12 21-9
- Robert Franke / Astrid Hoffmann – Tobias Wadenka / Amelie Oliwa: 21-12 21-15
- Karsten Lehmann / Anne-Christin Reiter – David Washausen / Hanna Kölling: 21-17 21-16
- Lucas Bednorsch / Kerstin Wagner – Robert Georg / Sandra Emrich: 17-21 21-18 21-16
- Andreas Kämmer / Nadine Kuhnert – Christopher Fix / Tessa Koschig: 21-12 21-18
- Sebastian Strödke / Juliane Peters – Abbas Abdulrahman / Jacqueline Mazurek: 25-23 21-17
- Henning Zanssen / Bianca Pils – Philipp Euschen / Kaja Bahro: 21-14 21-13
- Denis Nyenhuis / Kim Buss – Nils Rotter / Laura Wich: 21-11 21-6
- Benjamin Wanhoff / Katharina Altenbeck – Lin-Yu Oei / Franziska Ottrembka: 21-18 21-15
- Niclas Lohau / Lena Bonnie – Thomas Nirschl / Nadine Ehlenbröker: 18-21 21-13 21-10
- Matthias Bilo / Lisa Hankammer – Daniel Benz / Eva Kohlhaas: 16-21 21-10 21-17
- Timo Teulings / Jana Bühl – Timo Courage / Barbara Bellenberg: 21-10 18-21 22-20
- Patrick Krämer / Mona Reich – Jan Borsutzki / Linda Näfe: 21-17 21-16
- Philipp Wachenfeld / Fabienne Köhler – Marc Flato / Franziska Volkmann: 21-13 21-11

### 2. Runde
- Michael Fuchs / Birgit Michels – Raphael Beck / Kira Kattenbeck: 21-13 21-16
- Fabian Stoppel / Laura Riffelmann – Dennis Spengler / Meike Behrens: 21-15 21-13
- Till Zander / Karen Neumann – Steffen Peterskovsky / Katrin Bel: 21-9 21-8
- Thorsten Hukriede / Neele Voigt – Robert Franke / Astrid Hoffmann: 21-23 21-8 21-12
- Ingo Kindervater / Juliane Schenk – Karsten Lehmann / Anne-Christin Reiter: 21-6 21-14
- Lucas Bednorsch / Kerstin Wagner – Jonas Benz-Baldas / Birgit Schlie: 21-16 21-14
- Oliver Roth / Carla Nelte – Andreas Kämmer / Nadine Kuhnert: 21-17 19-21 21-10
- Jens Ehlert / Monja Bölter – Sebastian Strödke / Juliane Peters: 21-13 21-13
- Max Schwenger / Laura Ufermann – Henning Zanssen / Bianca Pils: 21-13 22-20
- Tim Dettmann / Gitte Köhler – Denis Nyenhuis / Kim Buss: 23-21 21-15
- Patrick Beier / Nicole Bartsch – Benjamin Wanhoff / Katharina Altenbeck: 21-15 26-24
- Peter Käsbauer / Johanna Goliszewski – Niclas Lohau / Lena Bonnie: 21-12 21-15
- Jan Collin Strehse / Andrea Bart – Matthias Bilo / Lisa Hankammer: 21-14 21-18
- Maurice Niesner / Fabienne Deprez – Timo Teulings / Jana Bühl: 25-23 21-16
- Mark Lamsfuß / Annika Horbach – Patrick Krämer / Mona Reich: 21-11 16-21 21-17
- Johannes Schöttler / Sandra Marinello – Philipp Wachenfeld / Fabienne Köhler: 21-14 21-9

### Achtelfinale
- Michael Fuchs / Birgit Michels – Fabian Stoppel / Laura Riffelmann: 21-8 21-7
- Till Zander / Karen Neumann – Thorsten Hukriede / Neele Voigt: 21-11 21-13
- Ingo Kindervater / Juliane Schenk – Lucas Bednorsch / Kerstin Wagner: 21-16 21-13
- Jens Ehlert / Monja Bölter – Oliver Roth / Carla Nelte: 21-16 21-23 21-19
- Max Schwenger / Laura Ufermann – Tim Dettmann / Gitte Köhler: 21-11 21-13
- Peter Käsbauer / Johanna Goliszewski – Patrick Beier / Nicole Bartsch: 21-12 21-13
- Maurice Niesner / Fabienne Deprez – Jan Collin Strehse / Andrea Bart: 21-17 21-17
- Johannes Schöttler / Sandra Marinello – Mark Lamsfuß / Annika Horbach: 21-10 21-10

### Viertelfinale
- Michael Fuchs / Birgit Michels – Till Zander / Karen Neumann: 21-16 21-11
- Ingo Kindervater / Juliane Schenk – Jens Ehlert / Monja Bölter: 21-12 21-18
- Peter Käsbauer / Johanna Goliszewski – Max Schwenger / Laura Ufermann: 21-17 21-19
- Johannes Schöttler / Sandra Marinello – Maurice Niesner / Fabienne Deprez: 21-19 21-14

### Halbfinale
- Michael Fuchs / Birgit Michels – Ingo Kindervater / Juliane Schenk: 23-21 21-19
- Johannes Schöttler / Sandra Marinello – Peter Käsbauer / Johanna Goliszewski: 21-17 21-17

### Finale
- Michael Fuchs / Birgit Michels – Johannes Schöttler / Sandra Marinello: 21-14 21-12